# Fudanuniversitetet

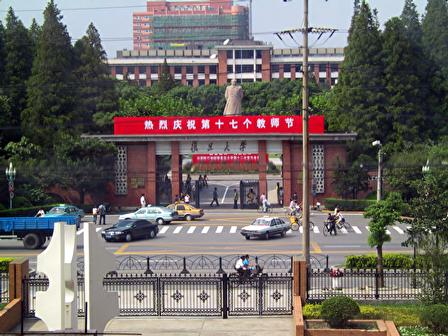

Fudanuniversitetet (复旦大学, Fudan daxue, ofta bara 复旦, Fudan) är ett universitet i Shanghai, Kina. Universitetet grundlades 1905 under ett namn motsvarande ”Fudans allmänna läroverk”, blev uppgraderat 1917 till universitet och fick då sitt nuvarande namn. Det är ett av Kinas mest prestigefyllda universitet.
Universitetet har drygt 30 000 studenter.
Fudanuniversitetet placerade sig på 40:e plats 2020 i QS Universitetsvärldsrankning över världens bästa universitet.